# Irmã Ana Manders
Martinna Johanna "Irmã Ana" Manders (Someren, Países Baixos, 16 de janeiro de 1926– Palmeira dos Índios, Alagoas, 16 de julho de 1995) foi uma freira da Congregação das Irmãs Missionárias Franciscanas de Santo Antônio de Pádua, conhecida como “Irmã Ana dos Pobres”, por seu trabalho pastoral e educativo junto às comunidades carentes do sertão alagoano.

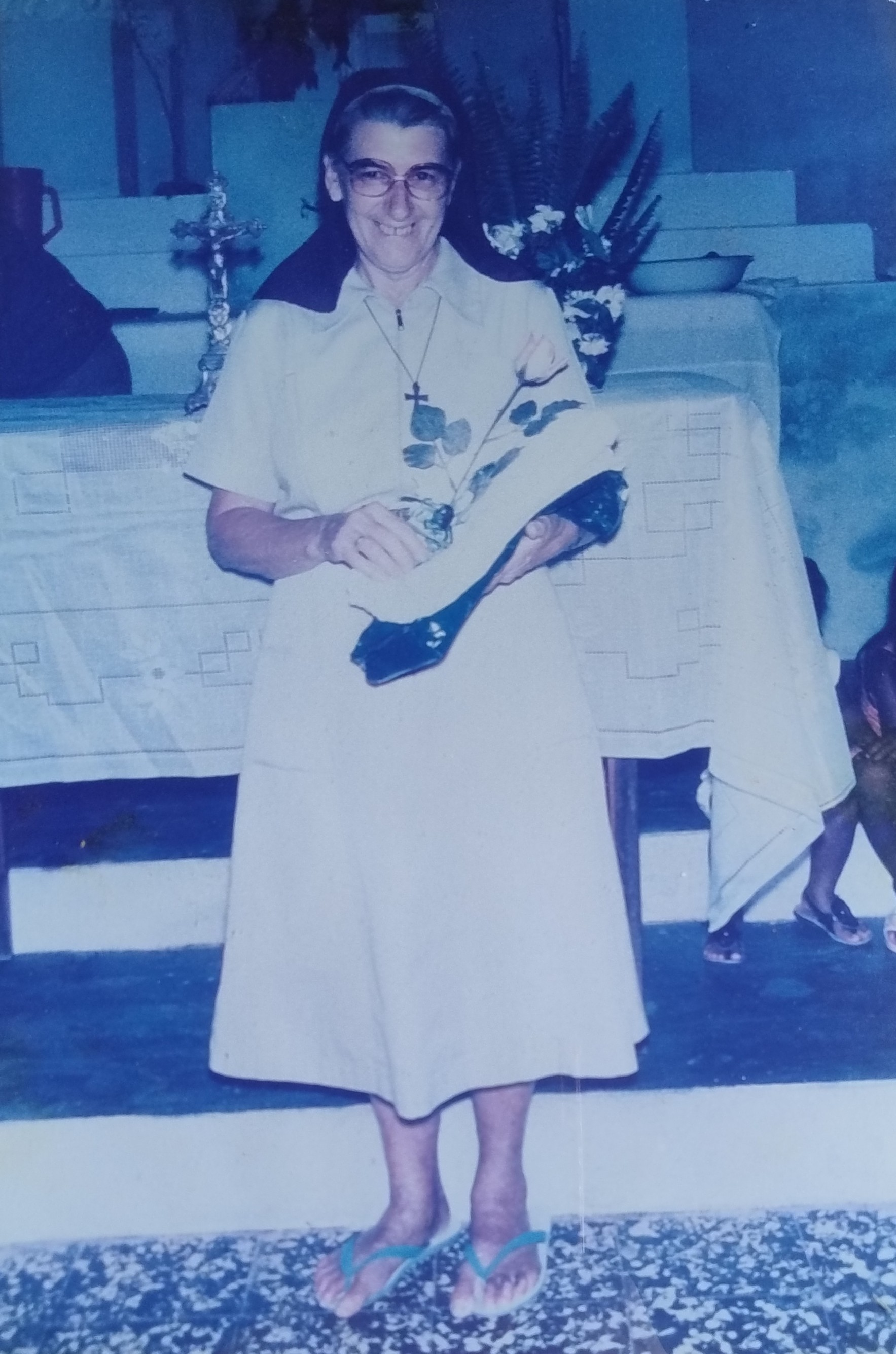
Irmã Ana Manders

## Biografia
Irmã Ana ingressou na congregação em 1945, na Holanda. A ordem, fundada em 1913 com foco na evangelização por meio da educação e do serviço aos pobres, chegou a Palmeira dos Índios em 1965, por convite do então bispo Dom Otávio Barbosa Aguiar e para colaborar com a pastoral diocesana. Irmã Ana fixou residência na cidade em 1967, atuando nas áreas mais vulneráveis como os bairros Xucurus, Cafurna, Ribeira, Vila Nova e Alto do Cruzeiro. Tornou-se referência por sua vida austera, disciplina firme e caridade com os mais pobres.

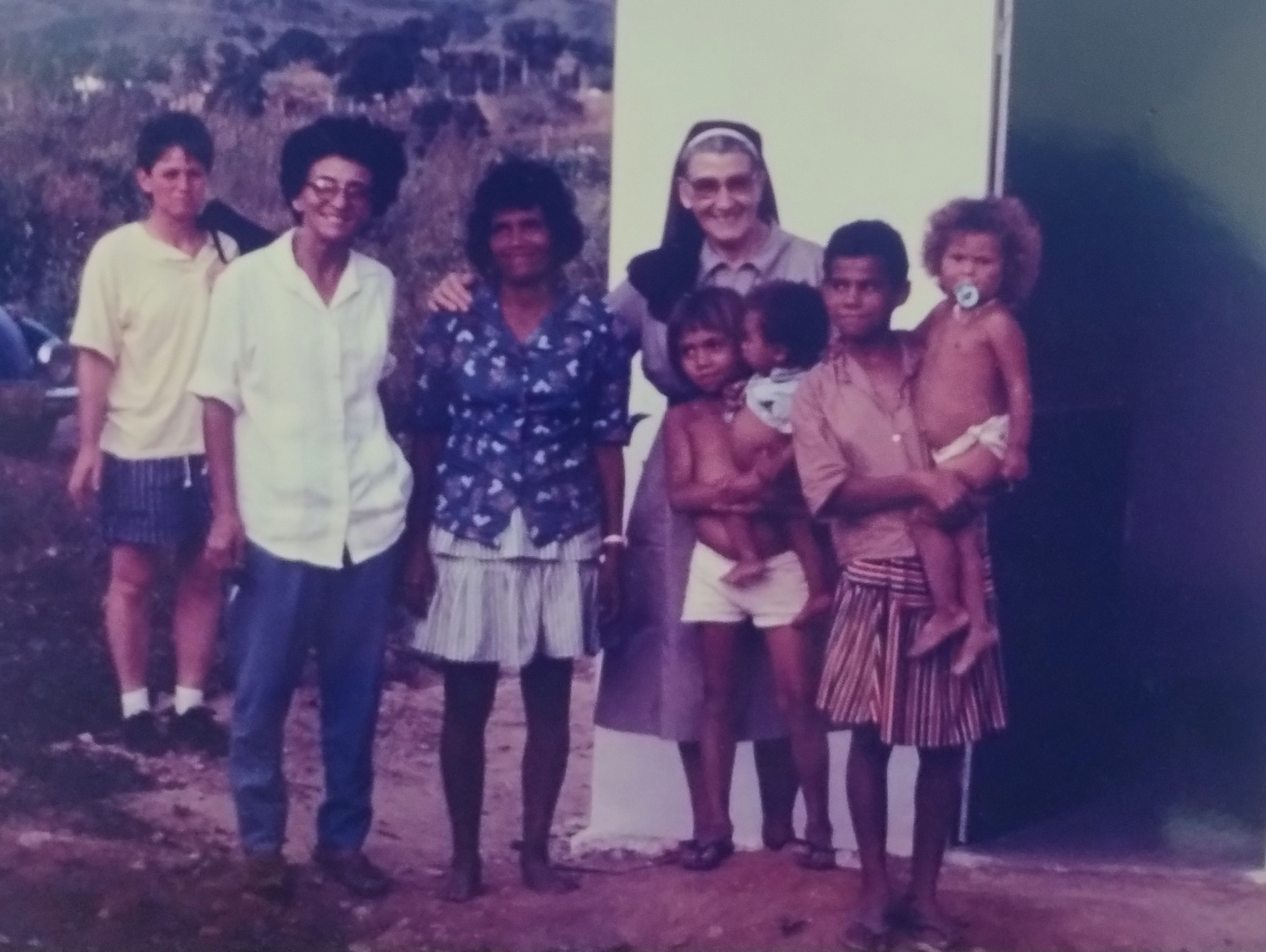
Irmã Ana ficou conhecida como "Mãe dos Pobres".

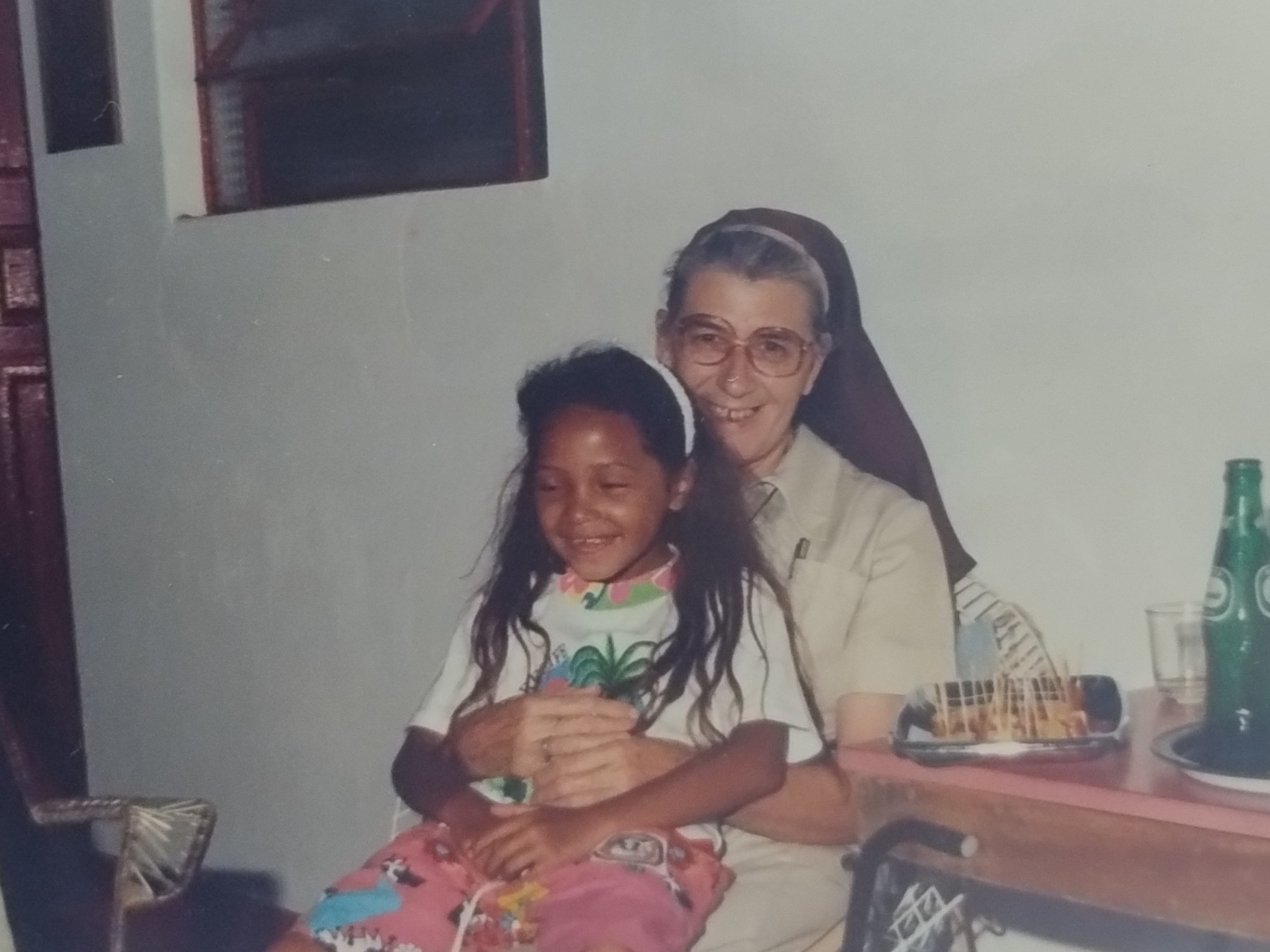
Irmã Ana, com uma criança indígena no colo.

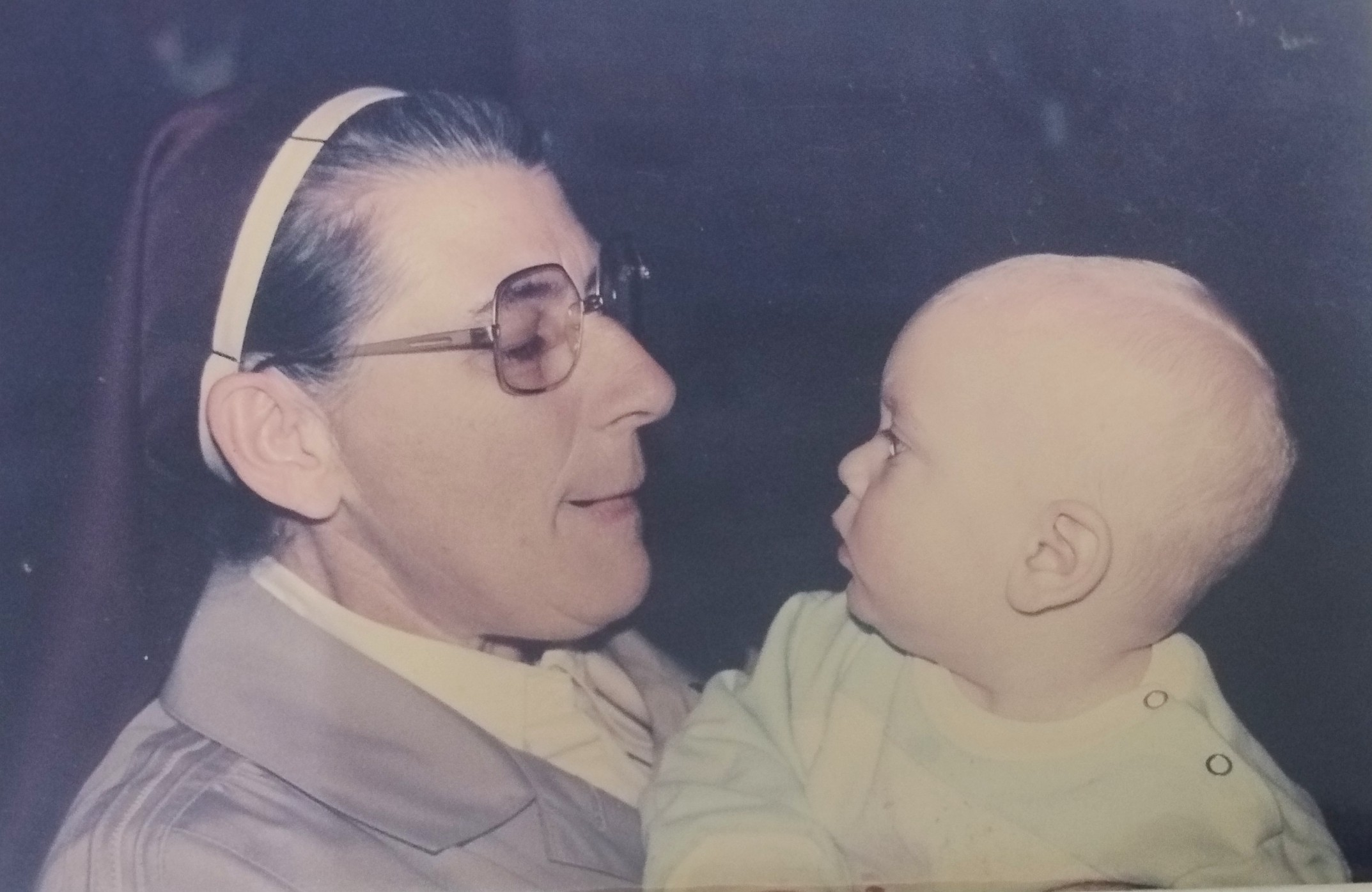
Irmã Ana, brincando com um bebê.

## Assassinato
Na madrugada de 16 de julho de 1995, Irmã Ana foi surpreendida por criminosos armados com revólver calibre .38, que invadiram sua casa acreditando que ela guardava dinheiro destinado a projetos sociais. Aos 69 anos, morreu no local, após confrontar os invasores, que responderiam pelo crime de latrocínio.

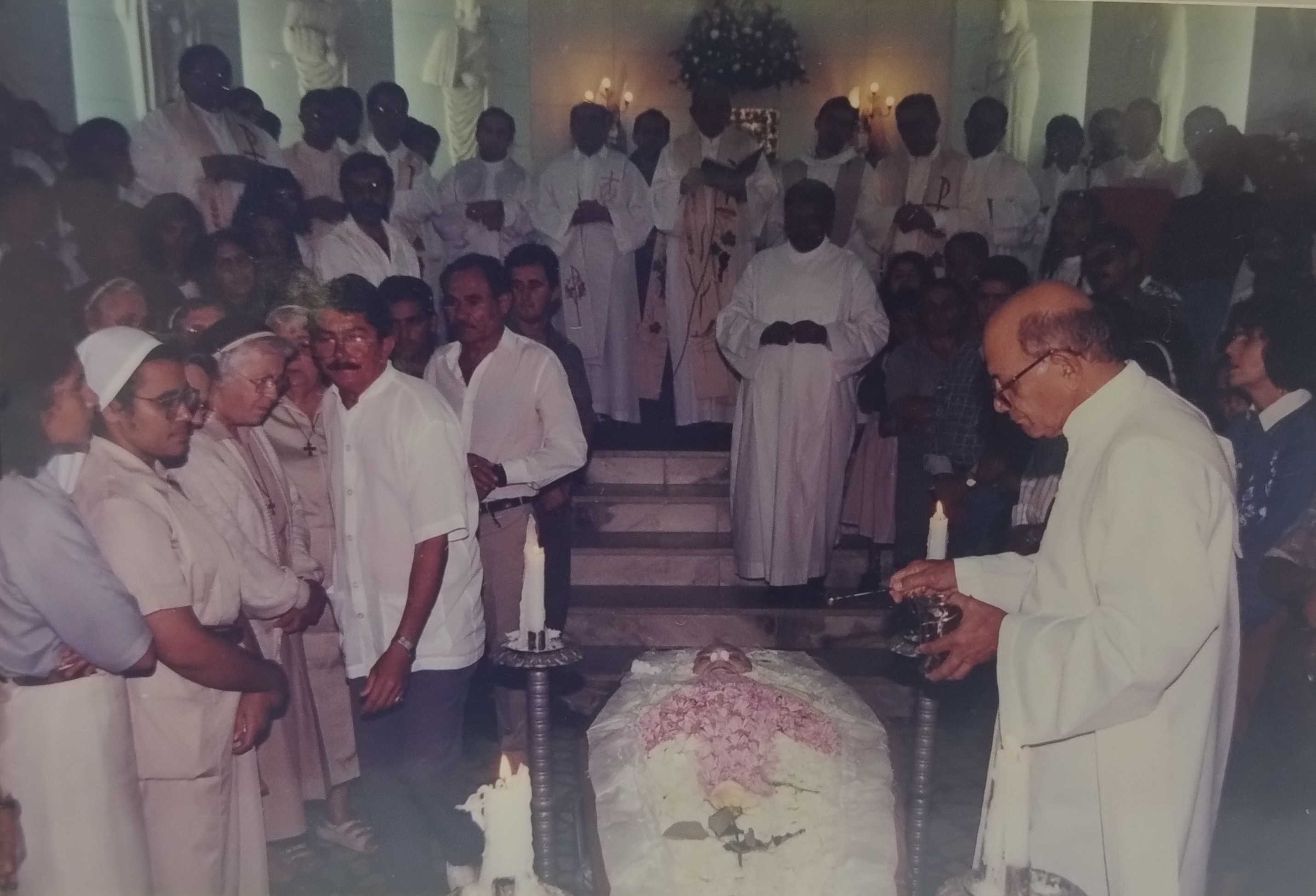
O Mons. Odilon Amador dos Santos benze o caixão de Irmã Ana.

## Investigação e julgamento
Autoridades policiais prenderam quatro suspeitos dois dias após o crime, incluindo os irmãos Ramilson e Roberto Mendes (este último autor dos disparos) e José “Ferreirinha” Ferreira, apontado como mentor. Foram julgados e condenados, cumpriram pena, e recuperaram a liberdade.

## Legado
O crime provocou grande comoção política e diplomática no Brasil e na Holanda. No enterro, cerca de cinco mil pessoas acompanharam o cortejo fúnebre na Catedral Diocesana, onde ocorreu uma cena marcante: alguns disseram que o caixão da religiosa apresentava sangramento quando os suspeitos se aproximaram. A presença de testemunhas perto do local do crime contribuiu para a rápida prisão dos envolvidos.
Escolas e ruas nos bairros por ela assistidos homenageiam as irmãs holandesas, como a Escola Municipal Irmã Bernadete e a Escola Marcella Sonnemans (respectivamente nos bairros Xucurus e Cafurna). Sua sepultura no Cemitério São Gonçalo atrai fiéis no Dia de Finados, e sua atuação missionária segue viva no serviço social da Diocese. Em 2022, a sede da Congregação das Irmãs Missionárias Franciscanas de Santo Antônio de Pádua foi transferida da Holanda para o Brasil, com a Superiora Geral residindo em Palmeira dos Índios.

## Considerações finais
Embora oficialmente designado como latrocínio, muitos fiéis e membros da congregação interpretam o assassinato de Irmã Ana como um ato de martírio, por sua defesa dos pobres e por ter "derramado sangue para proteger os bens daqueles a quem servia", conforme declarou Irmã Marlene Burgers, da congregação.